# Chindumbo
Chindumbo é uma comuna angolana. Pertence ao município de Balombo, na província de Benguela.